# New Brockton
New Brockton – miasto w Stanach Zjednoczonych, w stanie Alabama, w hrabstwie Coffee. W roku 2023 miasto zamieszkiwało 1498 osób, a gęstość zaludnienia wynosiła 72,3 osoby/km².